# Kworum Dwunastu Apostołów

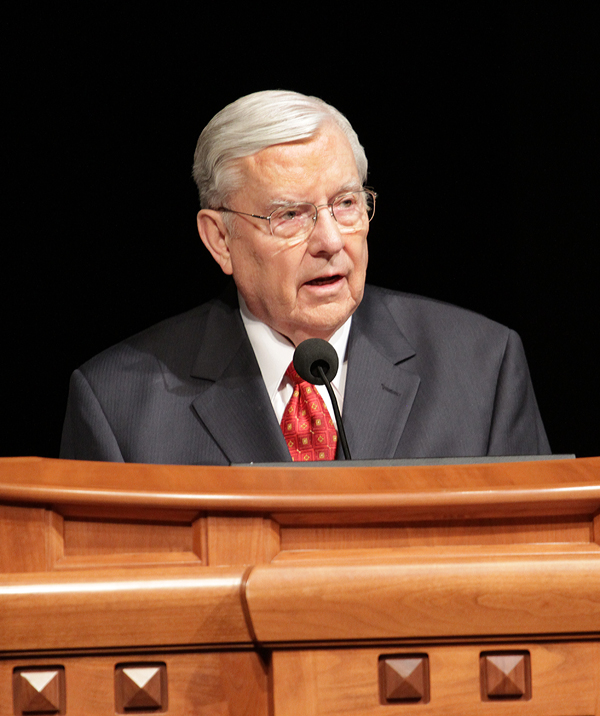
M. Russell Ballard, tymczasowy przewodniczący Kworum Dwunastu Apostołów od 2018 do 2023

Kworum Dwunastu Apostołów, czasem również Rada Dwunastu Apostołów – drugi najwyższy organ zarządzający w Kościele Jezusa Chrystusa Świętych w Dniach Ostatnich.
W strukturze organizacyjnej Kościoła znajduje się po Pierwszym Prezydium oraz przed Prezydium Siedemdziesięciu. Składa się z dwunastu apostołów, których rolą jest bycie szczególnymi świadkami Jezusa Chrystusa. By wypełnić swoje podstawowe zadanie, członkowie tego gremium zazwyczaj intensywnie podróżują po świecie. Po śmierci proroka (prezydenta) Kościoła, Kworum tymczasowo przejmuje rządy w kościele, do czasu wyboru i wyświęcenia kolejnego przywódcy. Do innych jego zadań należy nadzór rozmaitych obszarów dotyczących ogólnego funkcjonowania Kościoła, w tym pracy misjonarskiej oraz budowy świątyń.
Zwyczajowo Kworum przewodniczy apostoł z najdłuższym stażem apostolskim. Jeżeli zostaje on niemniej powołany w skład Pierwszego Prezydium, jego obowiązki przejmuje, tymczasowo, apostoł z drugim najdłuższym stażem. Zgodnie z mormońską tradycją przewodniczący Kworum zajmuje pierwszą pozycję w kościelnej linii sukcesji. Jego wewnętrzne procedury oraz sposób funkcjonowania rzadko podawane są do wiadomości publicznej, natomiast wiadomo, iż decyzje w nim podejmowane są zgodnie z zasadą jednomyślności.
Pierwsi członkowie Kworum wybrani zostali 14 lutego 1835, przez tak zwanych trzech świadków Księgi Mormona. Do 2018 zasiadało w nim nieco ponad 100 apostołów.
Według mormońskiej teologii Kworum jest bezpośrednim sukcesorem apostołów powołanych przez Chrystusa. Wszyscy jego członkowie są wyświęceni w kapłaństwie Melchizedeka, jednym z dwóch typów kapłaństwa powszechnie występujących w Kościele. Jako apostołowie są wybierani pod natchnieniem przez urzędującego proroka (prezydenta). Dzierżą również klucze kapłaństwa. Zgodnie z doktryną Kościoła mężczyźni, zasiadający w Kworum uznawani są za proroków, widzących i objawicieli, podobnie jak członkowie Pierwszego Prezydium.
Analogiczne gremia istnieją również w innych wyznaniach zaliczanych do ruchu świętych w dniach ostatnich, w tym w Społeczności Chrystusa, Kościele Chrystusa – Obszarze Świątyni czy w Kościele Jezusa Chrystusa.

## Przewodniczący Kworum Dwunastu Apostołów
Na podstawie materiału źródłowego:
- Thomas B. Marsh (1835–1839)
- Brigham Young (1839–1847)
- Orson Hyde (1847–1875)
- John Taylor (1875–1880)
- Wilford Woodruff (1880–1889)
- Lorenzo Snow (1889–1898)
- Franklin D. Richards (1898–1899)
- Brigham Young, Jr. (1899–1901)
- Joseph F. Smith (1901)
- Brigham Young, Jr. (ponownie, 1901–1903)
- Francis M. Lyman (1903–1916)
- Heber J. Grant (1916–1918)
- Anthon H. Lund (1918–1921)
- Rudger Clawson (1921–1943)
- George Albert Smith (1943–1945)
- George F. Richards (1945–1950)
- David O. McKay (1950–1951)
- Joseph Fielding Smith (1951–1970)
- Harold B. Lee (1970–1972)
- Spencer W. Kimball (1972–1973)
- Ezra Taft Benson (1973–1985)
- Marion G. Romney (1985–1988)
- Howard W. Hunter (1988–1994)[20]
- Gordon B. Hinckley (1994–1995)[21]
- Thomas S. Monson (1995–2008)[22]
- Boyd K. Packer (2008–2015)[23]
- Russell M. Nelson (2015–2018)[24]
- Dallin H. Oaks (od 2018)[25]

## Tymczasowi przewodniczący Kworum Dwunastu Apostołów
- Rudger Clawson (1918–1921)[26]
- Joseph Fielding Smith (1950–1951)[27]
- Spencer W. Kimball (1970–1972)[28]
- Howard W. Hunter (1985–1988)[20]
- Boyd K. Packer (1994–1995, 1995–2008)[23]
- M. Russell Ballard (2018–2023)[29]
- Jeffrey R. Holland (od 2023)[30]